# Kostel svatého Jana Křtitele (Dischingen)
Katolický farní kostel svatého Jana Křtitele v Dischingenu v Bádensku-Württembersku byl postaven ve 2. polovině 18. století podle návrhu architekta Josepha Dossenbergera, studenta Dominika Zimmermanna. Ve své architektuře spojuje formy pozdního rokoka a raného klasicismu.

## Historie
První kostel je zmiňován v Dischingenu roku 1352. Současný kostel nechal postavit Alexander Ferdinand von Thurn und Taxis svého dvorního architekta Josepha Dossenbergera. Během pouhých tří let, od roku 1769 do roku 1771, byl nový kostel dokončen. V roce 1785 byl vysvěcen biskupem Johannem Nepomukem Augustem Ungelterem. Dischingen patřil až do roku 1812 do diecéze Augsburg, roku 1821 byl zaražen do nově vytvořené diecéze Rottenburg.

## Popis
V jižní části chóru je 48 metrů vysoká zvonice. Loď je kryta valbovou střechou.
Vyvážené proporce charakterizují interiér kostela. Jeho délka 45 metrů odpovídá výšce věže (bez kříže a hlavice). Největší šířka lodi odpovídá s 22,5 metry polovině délky a výška s 15 metry jedné třetině délky.
Loď se mírně rozšiřuje ve středu na obou stranách. Ploché pilastry s korintskými hlavicemi rozdělují stěny, v kterých jsou okna a světlíky. Klenba otvírá loď na východě až k chóru. V zaoblených rozích jsou postaveny dva boční oltáře. Nad dveřmi do věže a sakristie je lóže knížecí rodiny.
Štuky vytvořil sochař a štukatér Thomas Schaidhauf, mistr Wessobrunnské školy.
Varhany byly postaveny v roce 1782 varhanářem Josefem Hössem z Ochsenhausenu a jsou považovány za jeho jedinou téměř kompletně zachovalou práci. Raně klasicistní kazatelna byla vytvořena Thomasem Schaidhaufem.
Vitráže byly vyrobeny v Tiroler Glasmalerei und Mosaik Anstalt v Innsbrucku a namontovány při renovaci kostela v roce 1903. Čtyři okna zobrazují církevní otce Ambrože, Augustina, Řehoře a Jeronýma. Dvě okna zobrazují znak domu Thurn und Taxis.

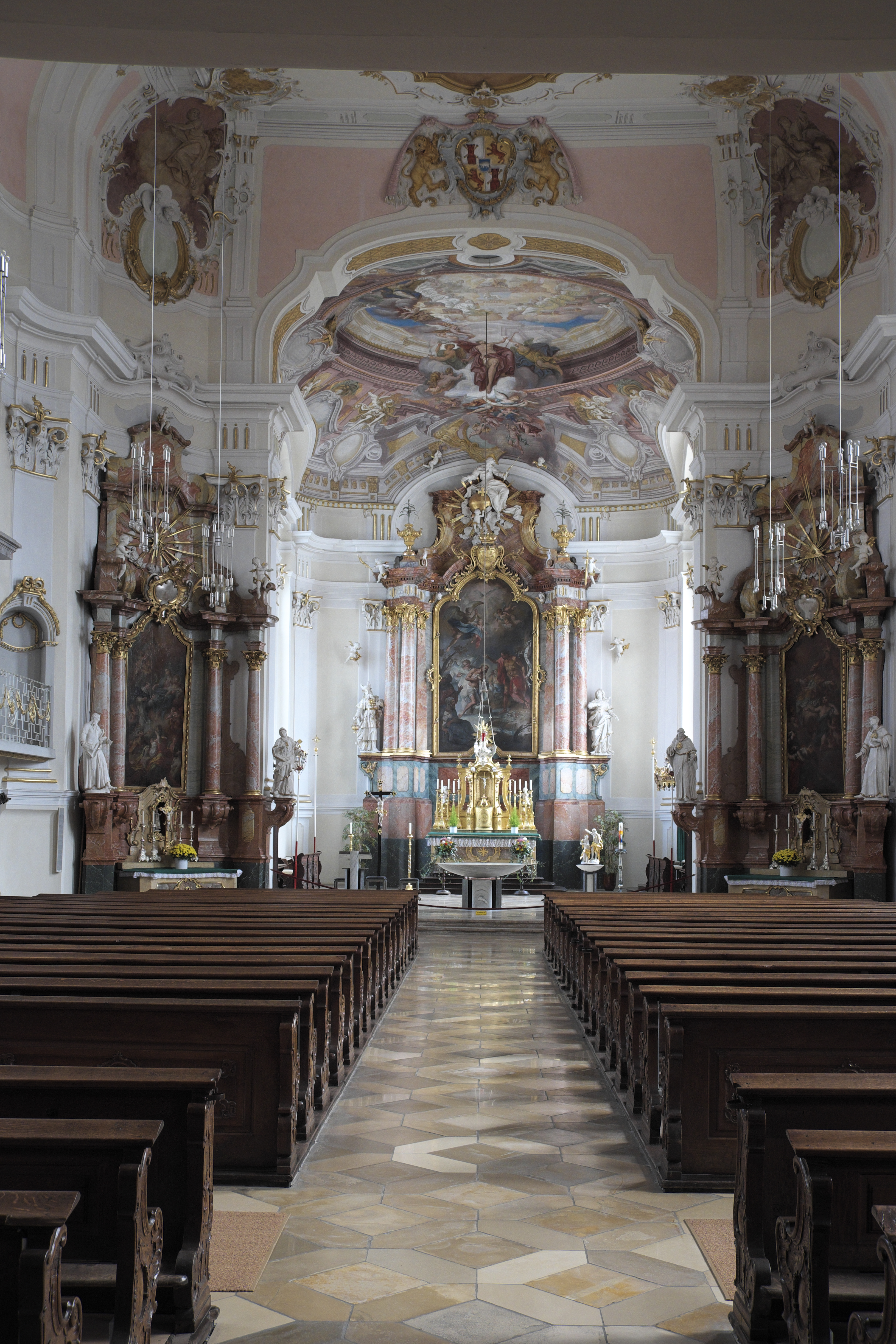
Loď
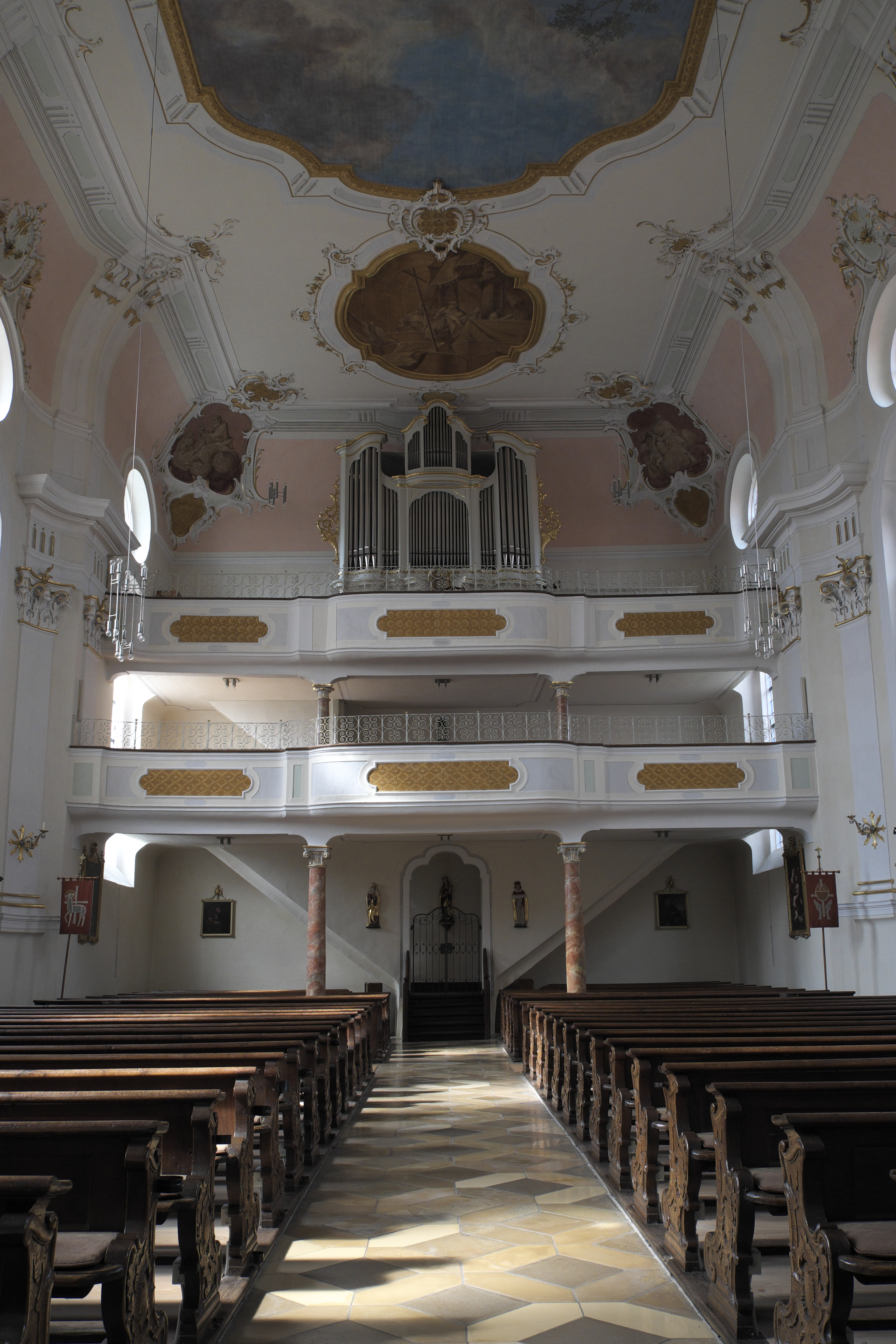
Varhany
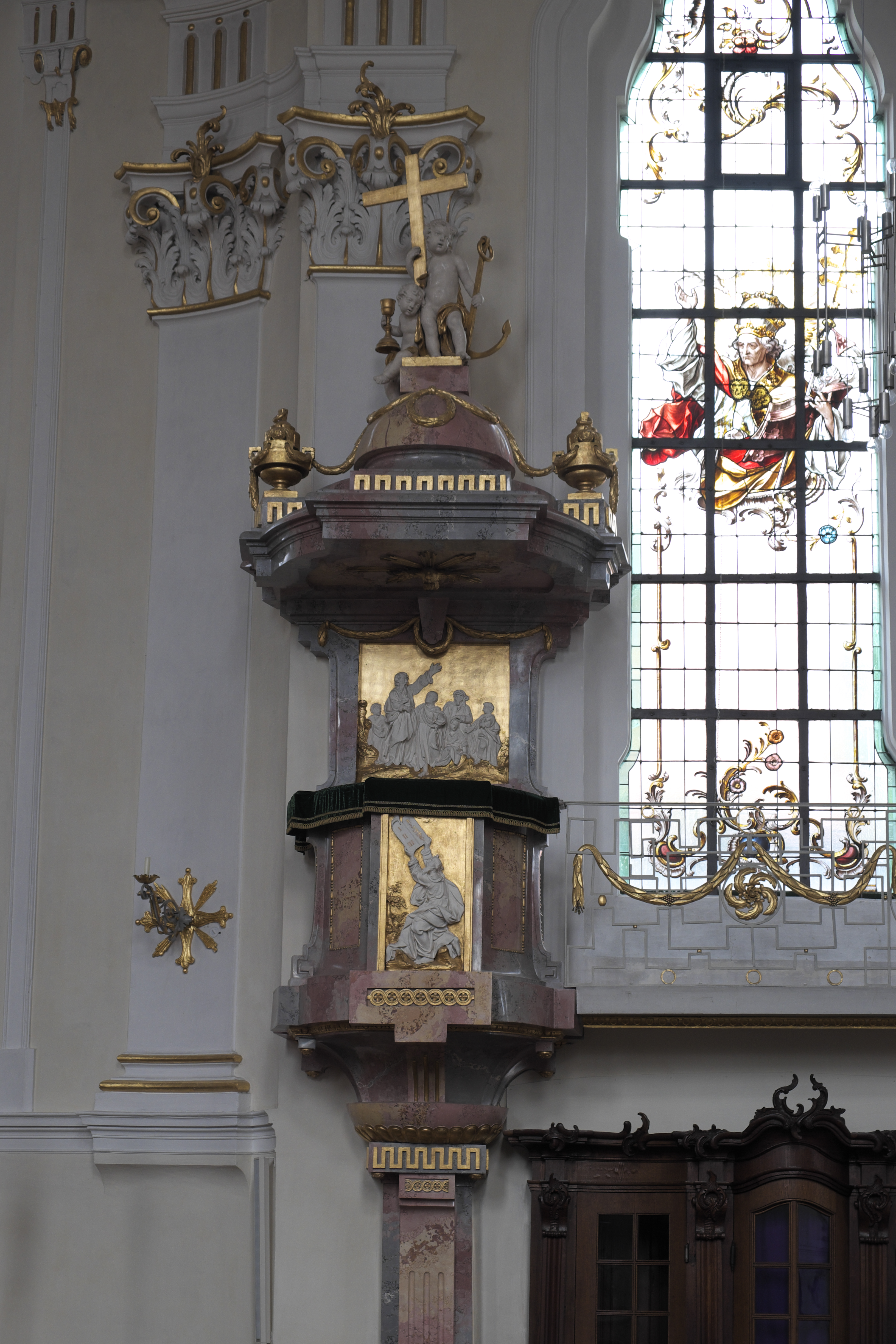
Kazatelna

Nejcennější částí zařízení kostela je pozdně gotická Madona s dítětem. Hlavní oltář je věnován Janu Křtiteli. Dvě postavy v životní velikosti na obou stranách oltáře představují jeho rodiče, Alžbětu a Zachariáše. Oltářní obraz ukazuje křest Ježíše. Na levém oltáři je pod ozdobeným baldachýnem další Madona s dítětem obklopená medailony.
Fresky
Fresky v chóru a lodi byly provedeny roku 1771/72 Gabrielem P. Lucellem. Na nástropní malbě lodi je patron kostela, Jan Křtitel, při pokání. Je opatřena podpisem malíře a rokem 1772. Na rohových obrazech jsou čtyři evangelisté. Na klenbě před kněžištěm je znak Alexandra Ferdinanda von Thurn und Taxis, stavitele kostela. Nad chórem je nástropní freska s výjevem z knihy Zjevení Janovo. Ukazuje uctívání Beránka 24 staršími. Ve středu nad Beránkem sedí Bůh Otec na trůnu, obklopen symboly evangelistů. V dolní části proráží Jan Křtitel rám a vypadá, že sestoupí do kostela. Je doprovázen anděly, kteří drží prapor s nápisem ECCE AGNUS DEI (to je Beránek Boží).

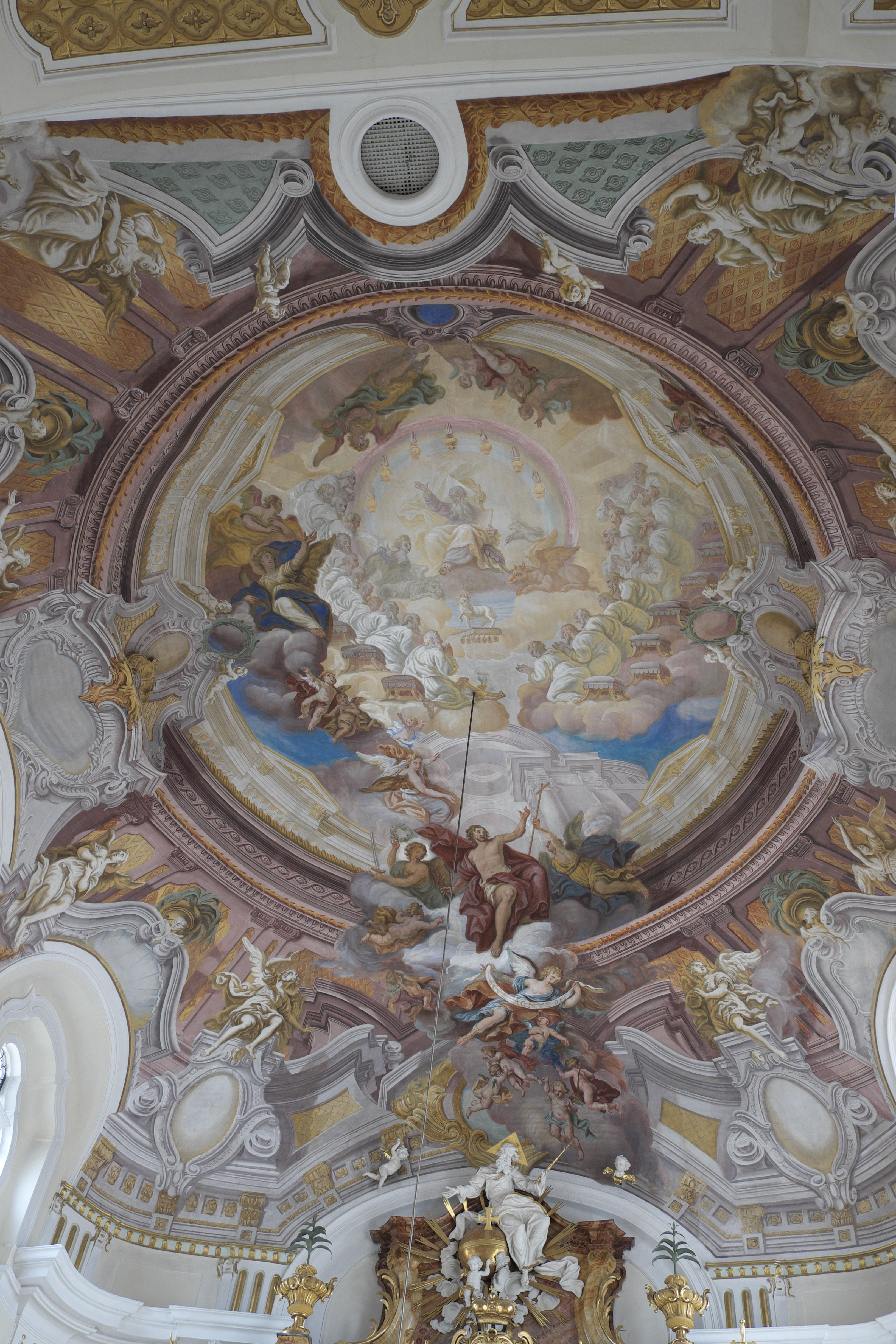
Fresky
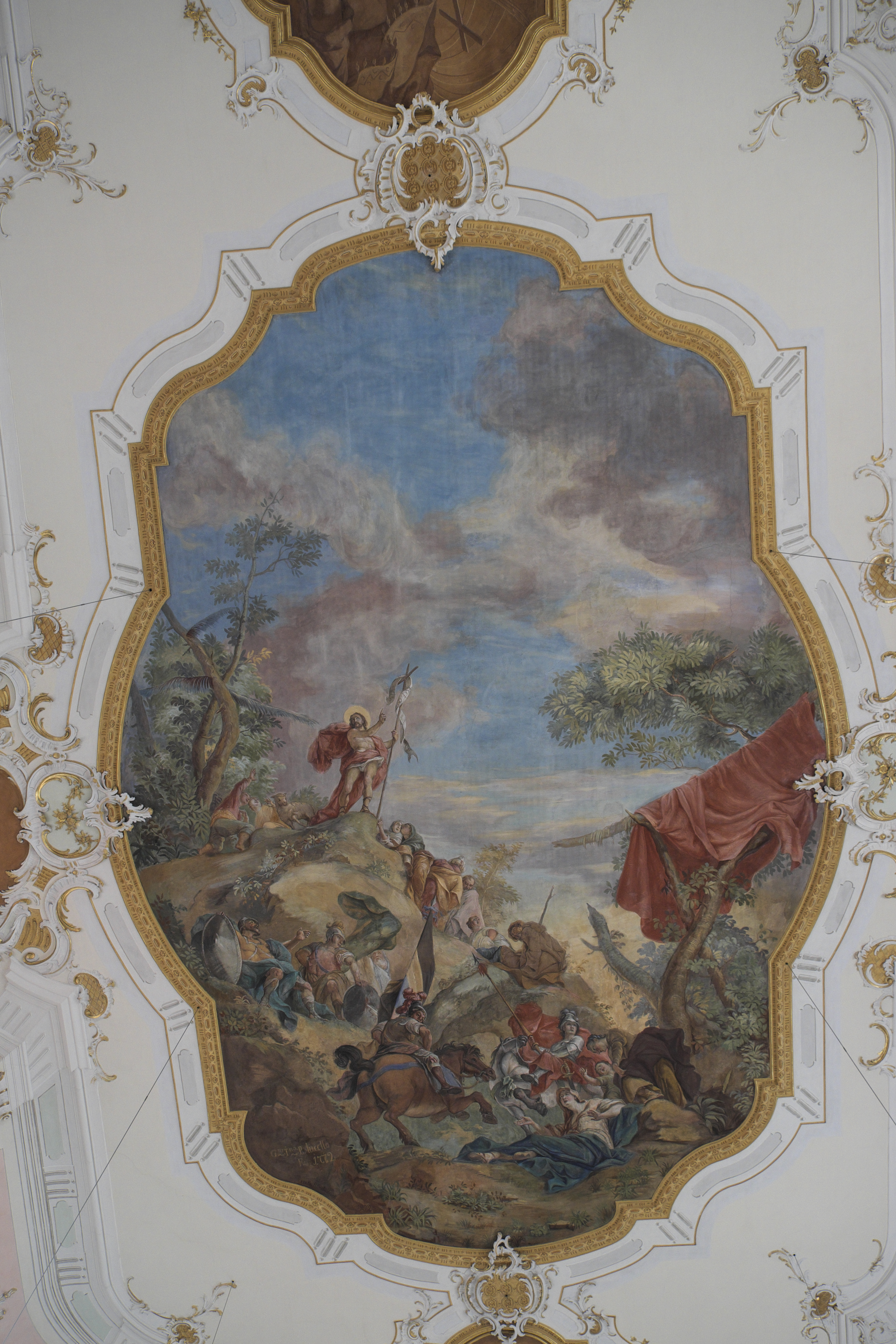
Fresky
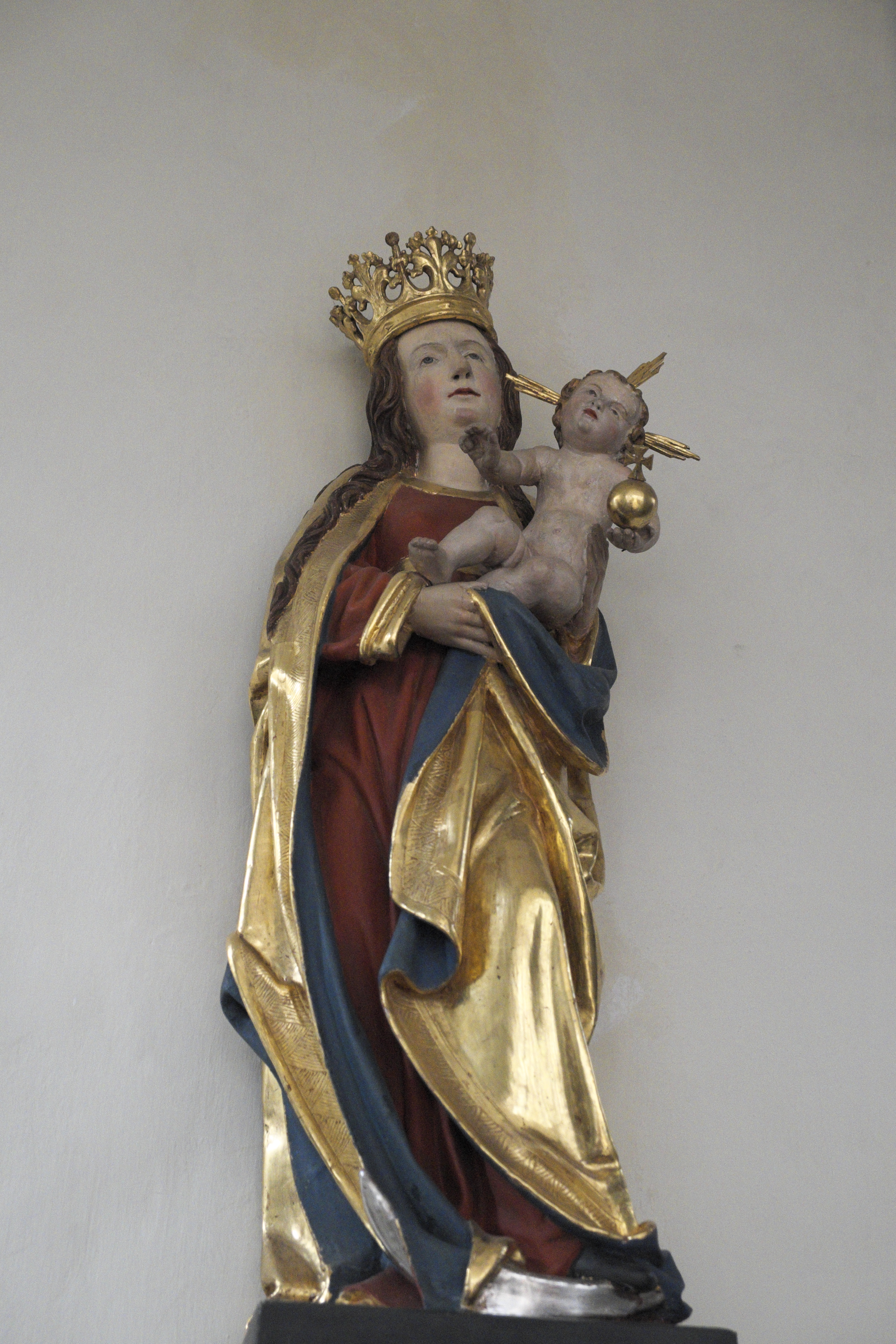
Pozdně gotická Madona s dítětem